# Platylabus septemcingulatus
Platylabus septemcingulatus är en stekelart som beskrevs av Heinrich 1974. Platylabus septemcingulatus ingår i släktet Platylabus och familjen brokparasitsteklar. Inga underarter finns listade i Catalogue of Life.